# Rönnbusken, Närpes
Rönnbusken är en ö i Finland. Den ligger i Bottenhavet och i kommunen Närpes i den ekonomiska regionen  Sydösterbotten i landskapet Österbotten, i den västra delen av landet. Ön ligger omkring 76 kilometer söder om Vasa och omkring 320 kilometer nordväst om Helsingfors.
Öns area är 1,3 hektar och dess största längd är 230 meter i nord-sydlig riktning.